# Hate Forest
Hate Forest ist eine 1995 gegründete ukrainische Black-Metal-Band aus Charkiw. Sie wurde 2006 aufgelöst und im Jahre 2019 wieder neu gegründet.

## Geschichte
Roman Sajenko, Gründer der Band und ebenfalls Sänger bei Drudkh und seinem Ambient-Projekt Dark Ages, verband bei Hate Forest rohen Black Metal mit ruhiger Ambient-Musik.
2006 löste sich die Band auf. Sajenkos 2005 gegründete neue Band Blood of Kingu wird auch als Nachfolger von Hate Forest angesehen.

## Ideologie
Die Band wird in einigen Quellen dem NSBM zugeordnet. Obwohl die Band ihre Liedtexte nicht veröffentlichte, ist beispielsweise im programmatischen Titel Aryosophia (Ariosophie) das Fragment „Aryan consciousness is lost“ (engl. ‚arisches Bewusstsein ist verloren‘) zu hören. Des Weiteren nutzt die Band als Gestaltungsmittel ihrer Alben Symbole wie bspw. die Algizrune, Triskele und Keltenkreuz, die oft in rechtsextremen Kreisen verwendet werden. Hate Forest spielen laut eigenen Angaben „true aryan black metal“ (engl. ‚wahren arischen Black Metal‘).
Laut Angaben ihres Labels Supernal Music basiert Hate Forests Ideologie auf „arisch-slawischer“ Mythologie, der Philosophie Friedrich Nietzsches und Elitarismus. Außerdem warb Supernal Music mit dem Satz „Every subhuman buying HATE FOREST releases buys a weapon against himself.“ (‚Jeder Untermensch, der Hate-Forest-Veröffentlichungen kauft, erwirbt eine Waffe gegen sich selbst.‘) für die Band.
Ein offizielles T-Shirt der Band zeigt als Frontmotiv den ukrainischen Wehrmachtsgeneral Roman Schuchewytsch.
Khaot (Konstantin Zmievsky), Drummer bei Hate Forest von 1999 bis 2001 und bei Sajenkos anderer Band Astrofaes von 1996 bis 2000, bestreitet Interesse der Bandmitglieder am Nationalsozialismus in einem Interview mit euronews 2020: "You know, I played with Astrofaes from 1996 to 2000, for four years, and we played black metal with black metal style of lyrics and we’ve never been interested in national socialism or neo-Nazis and stuff like this" und "Later, I joined Hate Forest [...]. I played with them for maybe two years, we played only one show. I know the guys very well and they’ve never been Nazis or neo-Nazis".

## Diskografie

### Demos
- 1999: Scythia (Pussy God Records)
- 2000: The Curse (Hammer of Damnation, Nawia Productions, Kolovrat)
- 2007: Temple Forest (Hammer of Damnation)

### EPs
- 2000: Darkness (Miriquidi Productions, City of the Dead Records)
- 2001: Blood and Fire (Sombre Records)
- 2001: Ritual (Miriquidi Productions, City of the Dead Records)
- 2001: The Gates
- 2004: Resistance (Ledo Takas Records)

### Alben
- 2001: The Most Ancient Ones (Supernal Music)
- 2003: Purity (Supernal Music, Blut & Eisen Productions)
- 2003: Battlefields (Slavonic Metal)
- 2005: Sorrow (Supernal Music)
- 2020: Hour of the Centaur (Osmose Productions)
- 2022: Innermost (Osmose Productions)

### Zusammenstellungen
- 2001: Blood and Fire Ritual (Red Stream Inc.)
- 2002: To Those Who Came Before Us
- 2003: To Twilight Thickets (Blutreinheit Productions)
- 2005: Nietzscheism (Supernal Music)
- 2009: Dead but Dreaming (Primitive Reaction)

### Splits
- 2008: Grief of the Universe/Spinning Galaxies (Split-Single mit Legion of Doom; Zyklon-B Productions)
- 2013: Those Once Mighty Fallen (Split-Doppel-LP/-CD/-MC mit Ildjarn; Osmose Productions, Darker Than Black Records)